# چزاره روبینی
چزاره روبینی (ایتالیایی: Cesare Rubini؛ ۲ نوامبر ۱۹۲۳ – ۸ فوریهٔ ۲۰۱۱) بازیکن ایتالیایی بسکتبال و مربی تیم ملی ایتالیا، و بازیکن واترپلو بود. او به عنوان یکی از بزرگترین مربیان بسکتبال اروپا در تمام دوران شناخته می‌شد. روبینی عضو سالن مشاهیر بود.